# Housse de Racket
Housse de Racket – francuski zespół muzyki elektronicznej, założony w 2005 roku w podparyskim Chaville przez Victora Le Masnego i Pierre'a Leroux, dwóch muzyków francuskich wcześniej związanych z zespołami rockowymi Air i Phoenix jako ich muzycy studyjni. W 2018 roku Le Masne i Leroux rozpoczęli swoje własne solowe kariery. 
Wydali łącznie trzy albumy studyjne: Forty Love (2008), Alesia (2011) i The Tourist (2015). Znani są z takich utworów, jak „Oh Yeah!”, „Roman” czy „Château”, a porównywani byli m.in. do zespołów Phoenix, Tahiti 80, Cassius i New Order.  

## Historia

### Założenie zespołu i debiutancki album (do 2011)
Victor Le Masne i Pierre Leroux dorastali na przedmieściach Chaville, a poznali się w konserwatorium. Zaczynali jako muzycy sesyjni dla zespołów Air i Phoenix, a także grali w zespołach Chilly'ego Gonzalesa, Alexa Gophera i wokalisty Stardust Benjamina Diamonda. W tym samym okresie stawiali swoje pierwsze kroki jako Housse De Racket, a sam zespól założony został 2005 roku (bądź w 2003 lub 2006 roku).

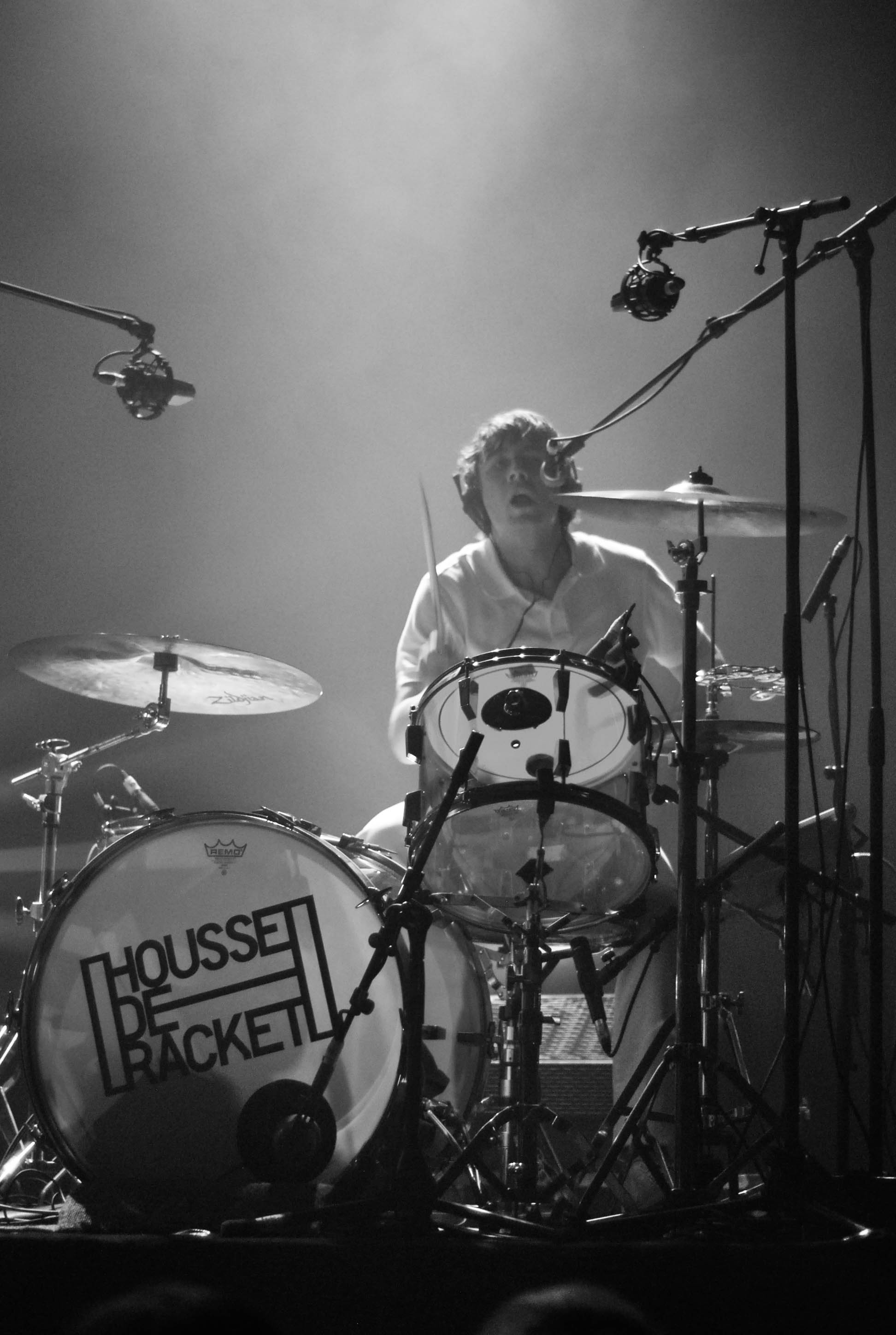
Victor Le Masne na koncercie Housse de Racket w La Cigale (2009)

Zespół Housse de Racket zyskał uznanie dzięki międzynarodowej trasie koncertowej jako support francuskiej grupy Phoenix, a następnie dzięki swojemu pierwszemu minialbumowi o tytule Housse de Racket, wydanemu w 2007 roku. Nie był on sprzedawany, lecz wysyłany wyłącznie do profesjonalistów w dziedzinie muzyki (do prasy, radia, itd.) i można go było bezpłatnie pobrać ze strony internetowej grupy.
W październiku 2008 roku wydali swój pierwszy album studyjny Forty Love, zmiksowany przez Renauda Letanga. Powstał on m.in. z udziałem Chilly'ego Gonzalesa. Inspiracją muzyków z Housse de Racket dla swojego pierwszego albumu były takie zespoły, jak m.in.: Earth, Wind & Fire, Nirvana, Daft Punk czy Air. 
Na albumie tym znalazł się utwór „Oh Yeah!”, który został wykorzystany w kilku reklamach, między innymi dla przedsiębiorstwa Lacoste w 2008 roku. Ta sama piosenka pojawiła się również w grze wideo Guitar Hero World Tour i w napisach końcowych programu Le Grand Journal emitowanego na Canal+. Jest to popowo-funkowy utwór, w którym duet oddał hołd swoim ulubionym muzykom i zespołom rhythmbluesowym (m.in.: Stevie Wonder, Zapp & Roger, Earth, Wind & Fire, The Isley Brothers, Sly Stone, Marvin Gaye, Michael Jackson, Prince, George Clinton czy Chic).
Po piosence „Oh Yeah!” jako single wydano jeszcze dwa utwory z albumu: „1-2-3-4” i „Synthesizer”. Podczas międzynarodowej trasy koncertowej „Forty Love” wystąpili w różnych częściach świata, od Tokio po Londyn, przez Szanghaj, Berlin, Hongkong i Paryż.

### AlesiaiThe Tourist(2011–2018)
15 lutego 2011 roku zespół ogłosił podpisanie kontraktu z wytwórniami Kitsuné Music i Cooperative Music, a jeszcze w tym samym roku, 22 sierpnia ukazał się ich drugi album studyjny zatytułowany Alesia. Został on opracowany wspólnie z Philippem Zdarem, producentem zespołów Beastie Boys, Phoenix i Cat Power oraz członkiem Cassius. 
Z albumu Alesia pochodzą trzy single: „Roman”, „Château” i „Aquarium”. Pierwszy z nich pojawił się w serialu Dziewczyny wyprodukowanym przez Judda Apatowa, a także w różnych reklamach, m.in. marki Peugeot. Na drugim albumie zawarto także liczne odniesienia do kultury francuskiej, m.in. w utworach: „Château”, „Alesia” (historia Francji) czy „Les Hommes Et Les Femmes” (francuskie spojrzenie na związki).
Zespół Housse de Racket uczestniczył w projekcie grupy Cassius pn. Rawkers EP, wydanym przez Ed Banger Records oraz w pracy nad piosenką „Never Die Again” zespołu The Rapture, która pojawiła się na albumie In the Grace of Your Love wydanym w 2011 roku. 
Grupa po wydaniu drugiego albumu wyruszyła w dwuletnią trasę koncertową po Azji, Australii, Ameryce Południowej, Europie i Stanach Zjednoczonych, wykonując utwory z albumu Alesia w ponad pięćdziesięciu miastach, w tym na Coachella Valley Music and Arts Festival w Kalifornii. 
23 października 2012 roku w wywiadzie dla magazynu L'Officiel muzycy z Housse de Racket umieścili na swojej liście najlepszych utworów takich muzyków i zespoły, jak: Kate Bush, Eagles, Kraftwerk, Arthur Rubinstein, Syreeta Wright, Orchestral Manoeuvres in the Dark, Roxy Music, Frank Ocean i The Rolling Stones.
Na początku lutego 2015 roku zapowiedzieli wydanie trzeciego albumu studyjnego, wydając jednocześnie singel „L'Incendie”. Trzeci album zatytułowany pn. The Tourist premierę miał 30 października 2015 roku. Muzycy w wywiadzie stwierdzili, że w poszukiwaniu inspiracji do swojego trzeciego albumu słuchali muzyki z różnych gatunków, m.in.: Fleetwood Mac, Spacemen 3, XTC, Steel Pulse, Alan Vega, Laurie Anderson czy Miles Davis.
W 2016 roku zespół Housse de Racket nawiązał współpracę z Flow Machines, wydając utwór „Futura”. W połowie kwietnia 2016 roku opublikowali teledysk do utworu „Rayon Vert” w reżyserii Edouarda Granero.

### Rozwiązanie zespołu (od 2018)
Zespół Housse de Racket swoje ostatnie wspólne koncerty dał w 2016 roku, a dwa lata później jego członkowie rozpoczęli własne solowe kariery. Pierwszy solowy utwór Leroux pn. „Touché” pojawił się na wydanej pod koniec 2018 roku kompilacji wydanej przez stowarzyszenie La Souterraine. Teledysk do swojego pierwszej piosenki wydał pod koniec kwietnia 2019 roku, a w czerwcu 2021 roku opublikował utwór „War is Over” . Le Masne natomiast w 2018 roku rozpoczął pracę jako producent i kompozytor dla francuskich artystów: Kavinsky'ego, Gasparda Augégo z Justice i Juliette Armanet. Został także dyrektorem muzycznym XXXIII Letnich Igrzysk Olimpijskich w Paryżu w 2024 roku.

## Skład

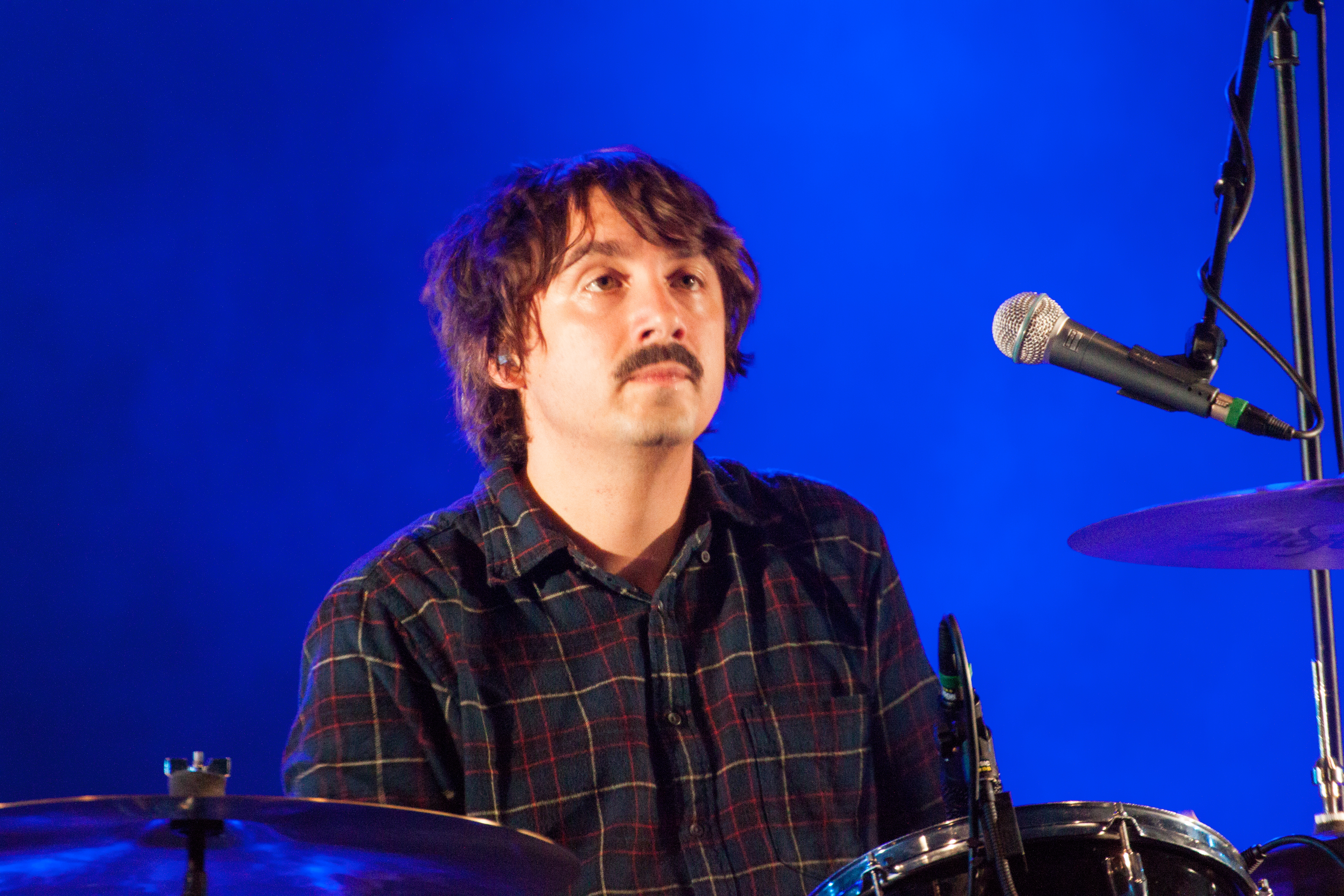
Victor Le Masne (2012)

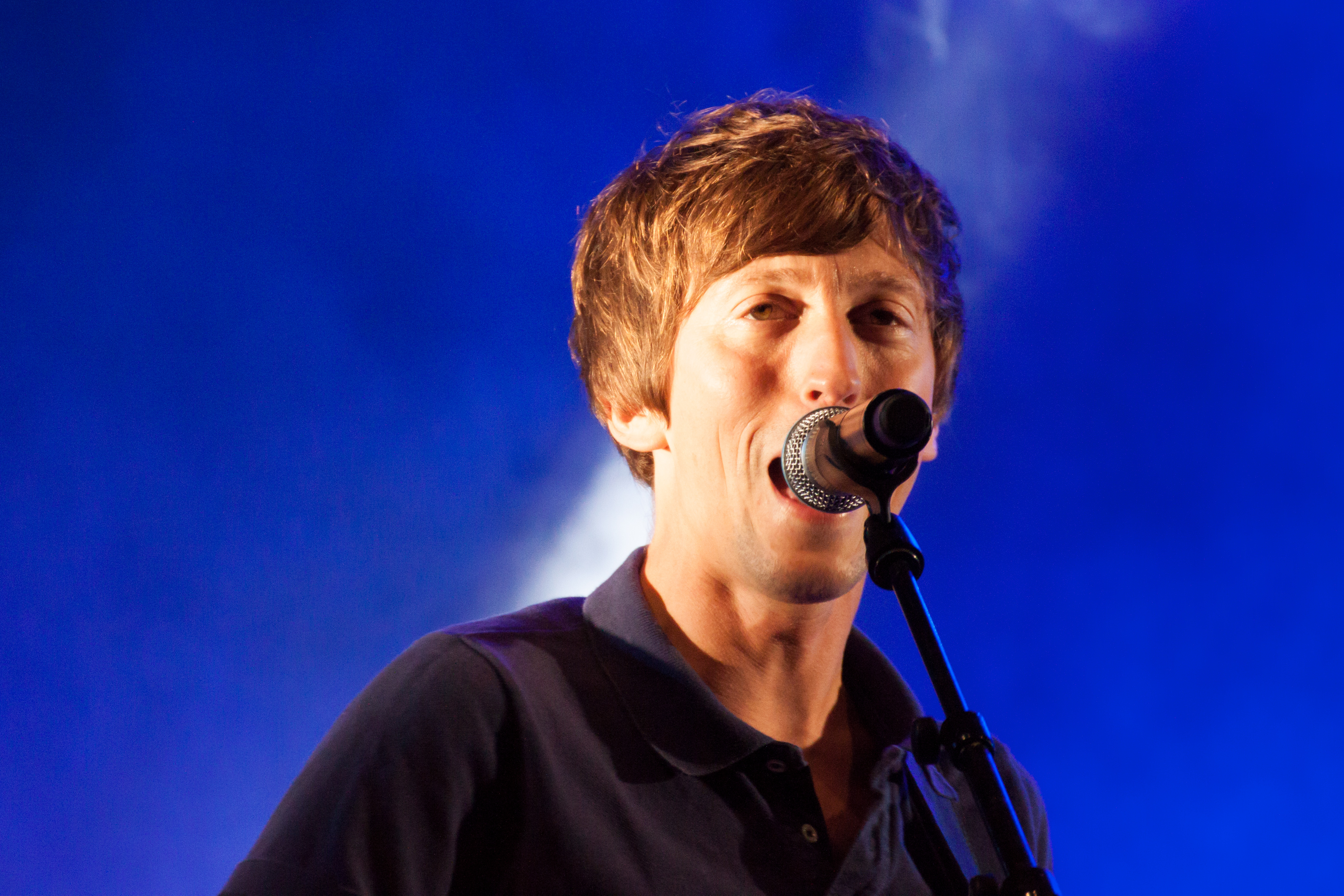
Pierre Leroux (2012)

- Victor Le Masne(inne języki) – perkusja, klawisze (2006–2018)[6][1][41]
- Pierre Leroux – wokal, gitara, gitara basowa, syntezator (2006–2018)[6][1][42]

## Dyskografia

### Albumy studyjne
| Rok                                                     | Tytuł        | Szczegóły                                                                                   | Najwyższa pozycja na liście |
| Rok                                                     | Tytuł        | Szczegóły                                                                                   | FRA                         |
| ------------------------------------------------------- | ------------ | ------------------------------------------------------------------------------------------- | --------------------------- |
| 2008                                                    | Forty Love   | - Data: 13 października 2008 - Wydawca: Discograph - Format: CD, digital download           | 95                          |
| 2011                                                    | Alesia       | - Data: 22 sierpnia 2011 - Wydawca: Kitsuné, Cooperative - Format: CD, LP, digital download | 106                         |
| 2015                                                    | The Tourist  | - Data: 30 października 2015 - Wydawca: Kuskus - Format: CD, LP, digital download           | —                           |
| „—” oznacza, że album nie był notowany na danej liście. |              |                                                                                             |                             |
| [ 47 ] [ 3 ]                                            | [ 47 ] [ 3 ] | [ 47 ] [ 3 ]                                                                                | [ 48 ]                      |

### Minialbumy
- 2007: Housse de Racket[12]

### Single
- 2008: „Oh Yeah!” (Forty Love)
- 2008: „1-2-3-4” (Forty Love)
- 2009: „Synthétiseur” (Forty Love)
- 2011: „Roman” (Alesia)
- 2012: „Château” (Alesia)
- 2012: „Aquarium” (Alesia)
- 2015: „L'Incendie” (L'Incendie)
- 2015: „Turquoise” (The Tourist)
- 2015: „The Tourist” (The Tourist)
- 2015: „Encore” (The Tourist)